# Rolf Sørensen
Rolf Sørensen, född den 20 april 1965 i Søborg i f.d. Helsinge kommun (numera Gribskov kommun), Danmark, är en dansk före detta professionell (1986-2002) tävlingscyklist.
Han är Danmarks mest meriterade tävlingscyklist med 54 segrar och 127 podieplatser på 17 säsonger. Bland segrarna märks klassiska endagslopp som Flandern runt, Liège-Bastogne-Liège, Paris-Bruxelles, Paris-Tours och Milano-Torino. Därutöver har han två individuella etappsegrar i Tour de France och en i Giro d'Italia. Han bar den gula ledartröjan efter vinsten i lagtempo på etapp 2 under Tour de France 1991, men förlorade den efter att ha brutit nyckelbenet i en rondell några kilometer före mål på etapp 5. Sørensen deltog sammanlagt i sju Tour de France (som bäst 19:e 1994 och 28:e 1996, fullföljde ej två av loppen), åtta gånger i Giro d'Italia (som bäst 30:e 1994, fullföljde ej tre av loppen) och i Vuelta a España två gånger (59:a 1998, bröt 1999). I etapploppet Tirreno-Adriatico blev han totalsegrare två gånger, likaså i Ronde van Nederland, och därutöver vann han också en totalseger i Post Danmark Rundt. Vid OS i Atlanta 1996 vann han silver i linjeloppet.
Han föddes i Søborg, växte upp i Lynge och Annisse Nord, gick i skolan i Helsinge, flyttade till Toscana i Italien som 16-åring, flyttade tillbaka till Danmark 2007 och bor numera i Hørsholm. Sedan 2006 är han fast anställd vid TV2 Danmark som expertkommentator i cykel. Tillsammans med sin fru Susanne producerar Rolf Sørensen olivolja i byn Montecantini Alto mellan Florens och Lucca från en olivlund som han köpte på 1990-talet. Han är författare till böckerna Cykling con amore (2010), Netop gentagelsen er det smukke (2012, med Jørgen Leth) och Jernmænd (2012, med Steen Tinning och Rasmus Henning).
Den 18 april 2013 erkände han i ett pressmeddelande att han periodvis använt EPO och någon gång även kortison på 1990-talet.

## Meriter
1986
 Vinnare av poängtävlingen i Post Danmark Rundt
 Vinnare av linjeloppet i Danmarksmästerskapen
Nia i Milano-Sanremo
1987
 Vinnare totalt av Tirreno-Adriatico
Vinnare av Grand Prix Pino Cerami
Tvåa totalt i Danmark Rundt
 Vinnare av ungdomsävlingen.
Trea totalt i Settimana Internazionale Coppi e Bartali
1988
Vinnare av Gran Premio Città di Camaiore
Tvåa totalt i  Danmark Rundt
 Vinnare av poängtävlingen
 Vinnare av ungdomstävlingen
Tvåa i Züri Metzgete
Tvåa i Rund um den Henninger Turm
Trea totalt i Tirreno-Adriatico
Trea i Giro dell'Emilia
Trea i Grand Prix Pino Cerami
Åtta i Liège-Bastogne-Liège
1989
Vinnare av etapp 3 (lagtempo) i Giro d'Italia
Vinnare av Coppa Bernocchi
Vinnare av Giro dell'Etna
Tvåa i Coppa Ugo Agostoni
Trea i Gent-Wevelgem
Fyra i Flandern runt
Fyra i Züri Metzgete
Nia i Rund um den Henninger Turm
1990
 Vinnare totalt av Settimana Internazionale Coppi e Bartali
Vinnare av Paris-Tours
Vinnare av Trofeo Laigueglia
Tvåa i Coppa Bernocchi
Sexa i Züri Metzgete
Sexa i Tre Valli Varesine
Sjua i Milano-Torino
1991
Tour de France
Vinnare av etapp 2 (lagtempo)
Innehade gula ledartröjan  etapp 3 till 5
Vinnare av etapp 9 i Tour de Suisse
Tvåa i Milano-Sanremo
Trea i UCI Road World Cup
Trea i Flandern runt
Trea i Liège-Bastogne-Liège
Femma i Lombardiet runt
1992
 Vinnare totalt av Tirreno-Adriatico
Vinnare av etapp 3
Vinnare av Paris-Bruxelles
Femma i Lombardiet runt
Sjua i Rund um den Henninger Turm
Nia i Milano-Torino
Tia i Milano-Sanremo
1993
Vinnare av Liège-Bastogne-Liège
Vinnare av Milano-Torino
Vinnare av Rund um den Henninger Turm
Vinnare av Coppa Bernocchi
Vinnare av etapp 7 i Tirreno-Adriatico
Vinnare av etapp 9 i Tour de Suisse
Vinnare av etapp 3a i Driedaagse van De Panne-Koksijde
Tour de Romandie
Vinnare av prologen och etapperna 1 och 5B
Tvåa totalt i Baskien runt
Femma i Milano-Sanremo
Sexa i La Flèche Wallonne
1994
Tour de France
Vinnare av etapperna 3 (lagtempo) och 14
Vinnare av Paris-Bruxelles
Vinnare av Trofeo Laigueglia
Sexa totalt i Tirreno-Adriatico
Sexa i linjeloppet vid VM
1995
Giro d'Italia
Vinnare av etapp 9
Tvåa i poängtävlingen
Tvåa totalt i Driedaagse van De Panne-Koksijde
Tvåa i Milano-Torino
Trea i Paris-Bruxelles
Fyra i Lombardiet runt
Femma i Giro dell'Emilia
Åtta i Liège-Bastogne-Liège
Nia i linjeloppet vid VM
1996
Vinnare av etapp 13 i Tour de France
 Vinnare totalt av Ronde van Nederland
Vinnare etapp 4
Vinnare av Kuurne-Bruxelles-Kuurne
Vinnare av etapp 7 i Tirreno-Adriatico
Tvåa totalt i Post Danmark Rundt
Tvåa i linjeloppetvid OS i Atlanta 1996
Trea i Rund um den Henninger Turm
Nia i Liège-Bastogne-Liège
Nia i Paris-Bruxelles
Nia i Brabantse Pijl
1997
Vinnare av Flandern runt
Vinnare av prologen i Tirreno-Adriatico
Vinnare av Etapp 3b i Driedaagse van De Panne-Koksijde
Tvåa i UCI Road World Cup
Trea i Züri Metzgete
Fyra i Kuurne-Bruxelles-Kuurne
Sexa i Paris-Roubaix
Åtta i Milano-Sanremo
Tia i Amstel Gold Race
1998
 Vinnare totalt av Ronde van Nederland
Tvåa totalt i  Post Danmark Rundt
Fyra totalt i Tirreno-Adriatico
Vinnare av etapp 5
Fyra totalt i Driedaagse van De Panne-Koksijde
Sexa i Paris-Roubaix
1999
Tvåa totalt i Post Danmark Rundt
Vinnare av etapp 1
Fyra totalt i Driedaagse van De Panne-Koksijde
Sjua i Kuurne-Bruxelles-Kuurne
2000
 Vinnare totalt av Post Danmark Rundt
Trea i Brabantse Pijl
Åtta i Milano-Sanremo
Åtta i Paris-Tours
2001
Fyra i Flandern runt
Tia i Milano-Sanremo
Tia i Paris-Roubaix
2002
Sexa i Flandern runt

### Placeringar i Monumenten
| Monument             | 1986 | 1987 | 1988 | 1989 | 1990 | 1991 | 1992 | 1993 | 1994 | 1995 | 1996 | 1997 | 1998 | 1999 | 2000 | 2001 | 2002 |
| -------------------- | ---- | ---- | ---- | ---- | ---- | ---- | ---- | ---- | ---- | ---- | ---- | ---- | ---- | ---- | ---- | ---- | ---- |
| Milano-Sanremo       | 9    | 10   | 27   | 20   | 14   | 2    | 10   | 5    | 13   | 16   | 45   | 8    | —    | 25   | 8    | 10   | —    |
| Flandern runt        | —    | 65   | 34   | 4    | —    | 3    | 83   | 15   | —    | 22   | 9    | 1    | 20   | 16   | 14   | 4    | 6    |
| Paris-Roubaix        | —    | —    | —    | —    | 53   | 51   | —    | —    | —    | —    | 6    | 6    | 15   | 41   | 10   | —    | —    |
| Liège-Bastogne-Liège | —    | —    | 8    | —    | 34   | 3    | 46   | 1    | —    | 8    | 9    | 18   | 68   | 26   | —    | —    | —    |
| Lombardiet runt      | —    | —    | —    | —    | 33   | 5    | 5    | —    | —    | 4    | —    | —    | 25   | 12   | —    | —    | —    |